# Hermann Gutschow

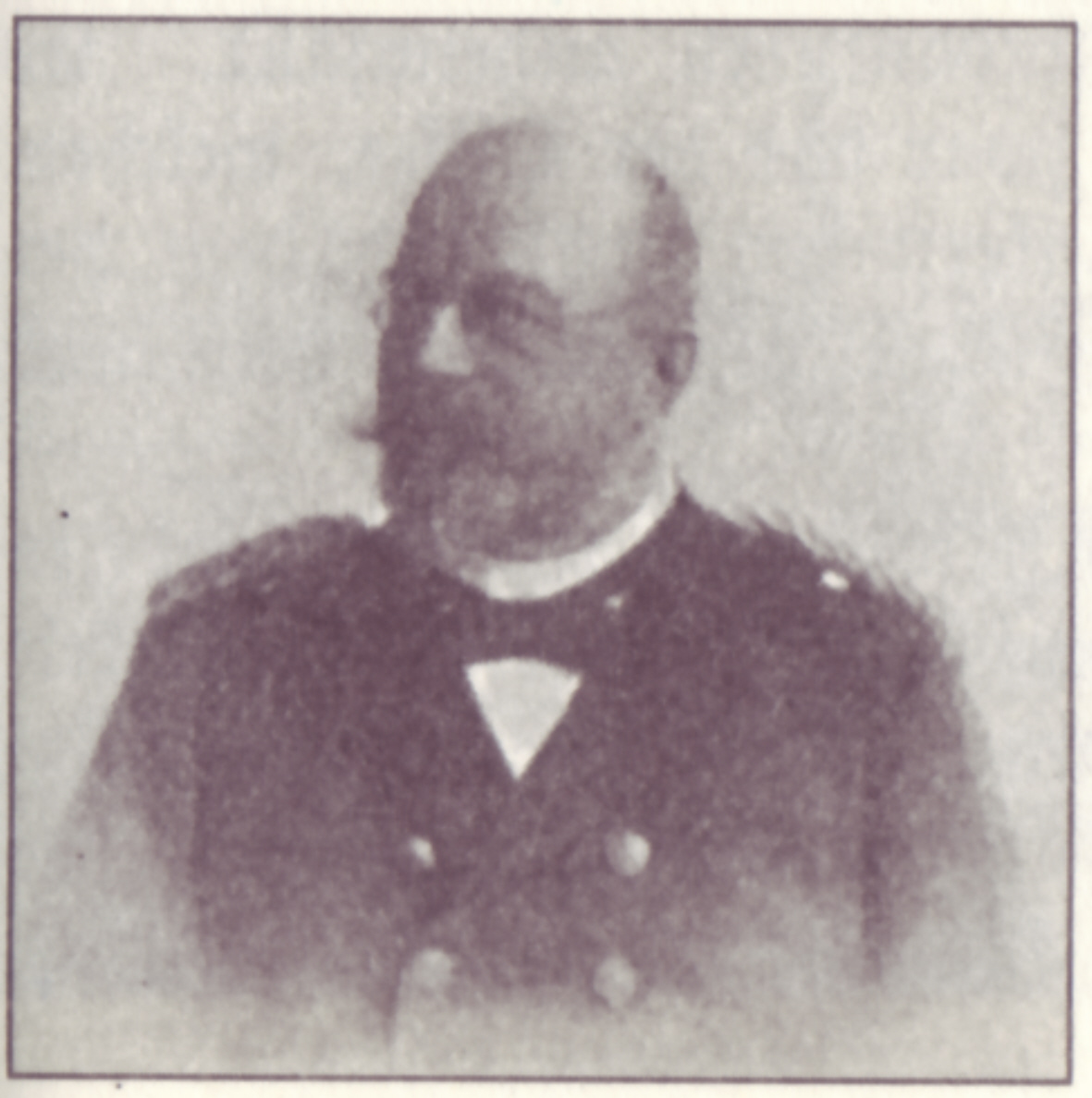
Hermann Gutschow

Hermann Gutschow (* 20. August 1843 in Brandenburg (Havel); † 23. April 1903 in Berlin) war ein deutscher Sanitätsoffizier der Kaiserlichen Marine.

## Leben
Gutschow studierte Medizin an der Friedrich-Wilhelms-Universität Berlin. 1862 wurde er Mitglied des Corps Vandalia Berlin. Nachdem er 1866 zum Dr. med. promoviert worden war, trat er als einjährig-freiwilliger Arzt in die Preußische Armee und nahm am Deutschen Krieg teil.
Als die Marine ihre Ärzte noch aus der Armee ergänzte, diente Gutschow in Nord- und Ostsee, in Ostasien und im Büro des Generalarztes. Zwei Jahre lang war er an das Medizinisch-chirurgische Friedrich-Wilhelms-Institut und an die Charité in Berlin kommandiert. Mit der Elisabeth ging er 1876 wieder nach Ostasien. In Yokohama errichtete er das Lazarett der deutschen Kaiserlichen Marine in Yokohama. Bei seinem Weitblick und Organisationstalent erfreute er sich großer Wertschätzung durch die japanische Regierung. In Fragen der Seuchenabwehr zog sie ihn wiederholt zu Rate. Nach 1884 fand er Verwendung bei der I. Werftdivision. 1892 wurde er Chefarzt des Marinelazaretts in Kiel, 1894 Garnisonsarzt und Stationsarzt der Marinestation der Ostsee. Über viele Jahre war er Lehrer für Gesundheitspflege an der Marineakademie und -schule (Kiel).
1896 wurde er zum Generalarzt der Marine und zum Vorstand der Medizinalabteilung des Reichsmarineamts ernannt. Er trennte das Marinesanitätskorps von der Armee und wurde dessen erster Chef. Später erhielt er auch die Immediatstellung. 1899 wurde er zum Generalstabsarzt mit dem Rang eines Konteradmirals ernannt. Von Alfred von Tirpitz geschätzt, gelang ihm die Umorganisation des Marinesanitätswesens. Lazarette, Schiffe und Landeinrichtungen wurden nach neuen wissenschaftlichen und technischen Erkenntnissen verbessert.